# Will Stevens
William Jonathan Richard Stevens (Rochford, 28 giugno 1991) è un pilota automobilistico britannico, attivo in Formula 1 dal 2014 al 2015. Vincitore della 24 Ore di Le Mans 2022 nella classe LMP2.

## Carriera
Dopo gli anni del kart prese parte a diversi eventi di Formula Renault e di Formula Toyota.
Nel 2011 si classificò 4º nel campionato di Eurocup Formula Renault 2.0.
Dal 2012 corse nel campionato di Formula Renault 3.5 Series, ottenendo un 4º posto nella classifica finale della stagione 2013 come miglior risultato.
Fece parte della Caterham Racing Academy e svolse il ruolo di tester per il team Caterham di Formula 1 nel 2013 e nel 2014.

### Formula 1

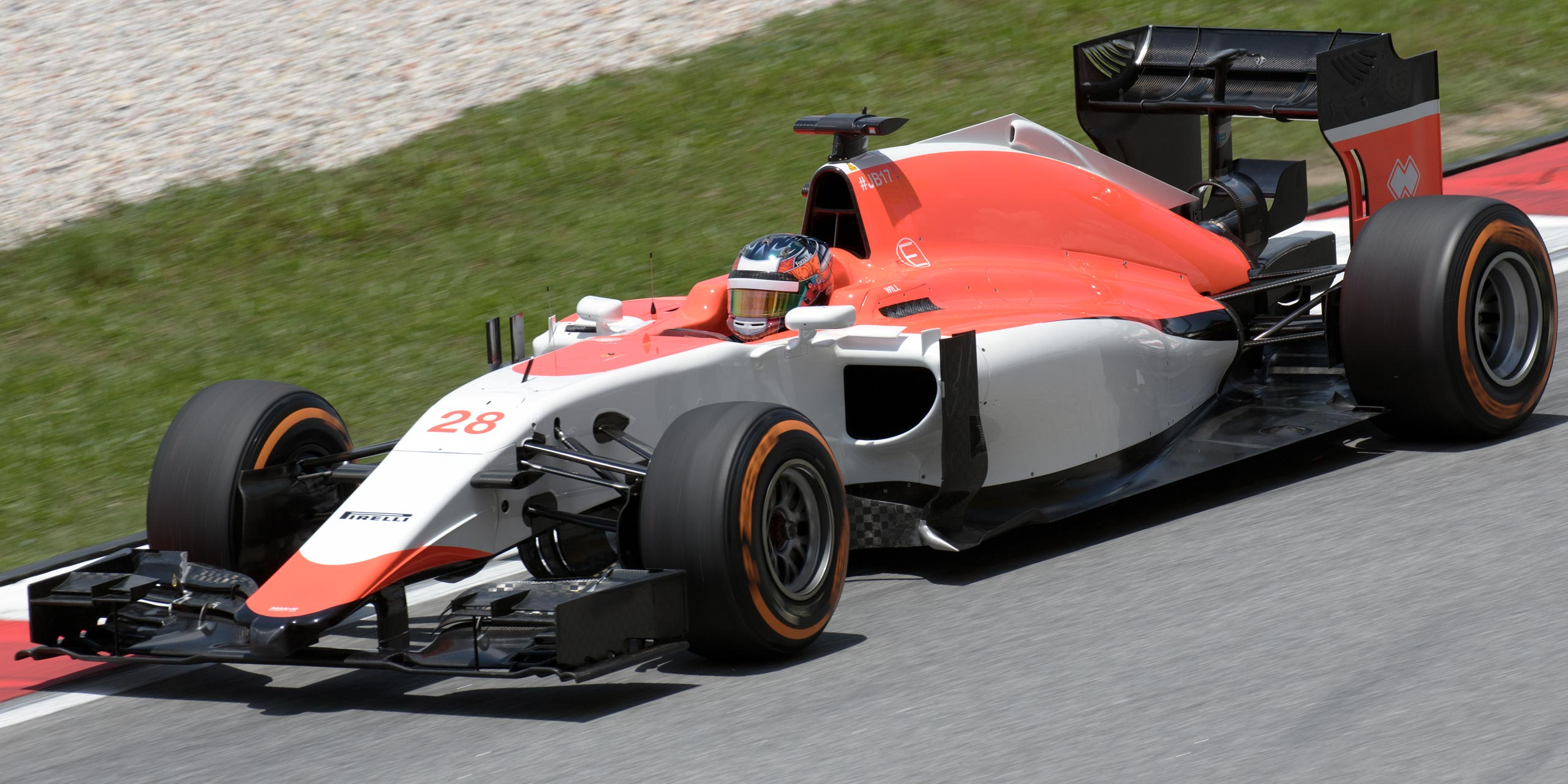
Stevens in Malesia sulla Manor.

A ottobre del 2014, alla vigilia del Gran Premio del Giappone, Stevens fu ingaggiato dalla Marussia come pilota di riserva, con la prospettiva di disputare alcune sessioni di prove libere nelle ultime gare della stagione. Tuttavia, la scuderia partecipò solo al successivo Gran Premio di Russia, prima di cessare le attività. Stevens riuscì comunque a fare il suo esordio in Formula 1 il mese successivo, prendendo parte all'ultimo Gran Premio della stagione al volante della Caterham. La scuderia anglo-malese, anch'essa in amministrazione controllata, aveva saltato i due Gran Premi precedenti ed era potuta tornare in pista grazie ad un'operazione di crowdfunding. Stevens si assicurò la partecipazione alla gara anche grazie all'apporto di 500.000 sterline da parte dei suoi sponsor.
Nel 2015 Stevens fu ingaggiato come pilota ufficiale dalla rinata Manor Marussia, venendo affiancato, inizialmente in via provvisoria, dallo spagnolo Roberto Merhi, suo rivale nella Formula Renault 3.5 l'anno precedente. L'inizio di stagione fu molto difficile per via della scarsa preparazione della scuderia, uscita dall'amministrazione controllata meno di un mese prima del Gran Premio d'apertura in Australia. La Manor Marussia riuscì a presentarsi a Melbourne, ma né Stevens né Mehri riuscirono a scendere in pista per via di problemi con il software delle monoposto. Due settimane dopo, in Malesia, Stevens poté prendere parte alle prove libere, ma un problema al sistema di alimentazione gli impedì di partecipare a qualifiche e gara. La situazione si normalizzò nel successivo Gran Premio di Cina, nel quale il pilota britannico giunse al traguardo in quindicesima posizione, davanti al compagno di squadra. Nelle gare successive Stevens tagliò sempre il traguardo, seppure nelle ultime posizioni per la scarsa competitività della monoposto. Il pilota britannico risultò complessivamente più veloce in qualifica del compagno di squadra, che lo batté solo in tre occasioni, ma Merhi ottenne il risultato migliore in gara, conquistando un dodicesimo posto contro il tredicesimo di Stevens.
Nell'ultima parte di stagione Merhi fu sostituito da Alexander Rossi, tornando al volante nelle gare in cui il pilota americano era impegnato nel campionato GP2. Al contrario di Merhi il pilota statunitense batté Stevens nel confronto in qualifica, ottenendo anche un miglior piazzamento in gara in tre delle quattro occasioni nelle quali entrambi giunsero al traguardo. Stevens chiuse la stagione al ventunesimo posto assoluto, senza segnare punti.
Rimasto in Formula 1 come collaudatore del team McLaren, nel 2022 prima del Gran Premio di Francia il team organizza cinque giorni di test con la MCL35, Stevens insieme a Colton Herta e Jehan Daruvala hanno così la possibilità di salire su una vettura di Formula 1.

### Endurance
Terminata l'esperienza in Formula 1, nel 2016 prende parte ad alcune gare del Campionato del mondo endurance prima con la Manor e poi con il team G-Drive Racing. Con il team russo vince la 6 Ore del Fuji e la 6 Ore di Shangai e chiude secondo nella 24 Ore di Le Mans nella classe LMP2. Lo stesso anno, corre nel Blancpain GT Series con il W Racing Team. L'anno seguente chiude secondo nella Sprint cup della Blancpain GT Series. Insieme a Robert Smith e Dries Vanthoor partecipa e vince la 24 Ore di Le Mans nella classe GT-Am a guida della Ferrari 488 GTE.
Nel 2018 si unisce al team cinese Jackie Chan DC e torna alla guida di una vettura LMP2. Stevens vince la 1000 Miglia di Sebring insieme a Jordan King e David Heinemeier Hansson. Il pilota britannico continua con il team cinese nel Campionato del mondo endurance dove ottiene cinque podi, inclusa la vittoria nella 8 ore del Bahrain.

Will Stevens durante la 24 Ore di Le Mans 2022 con l'Oreca 07 del team Jota

Nel esordisce nel Campionato IMSA nella classe DPi con il team Wayne Taylor Racing, ottiene la pole e chiude secondo nella 24 Ore di Daytona. Dopo un anno d'assenza torna nel Campionato del mondo endurance sempre nella classe LMP2 ma con il team Jota. Insieme a Roberto González e António Félix da Costa chiudono terzi nella 6 Ore di Spa-Francorchamps e vincono la 24 Ore di Le Mans. Nel resto della stagione ottiene due secondi posti e un terzo posto nell'ultima gara che porta l'equipaggio a vincere il campionato nella classe LMP2.

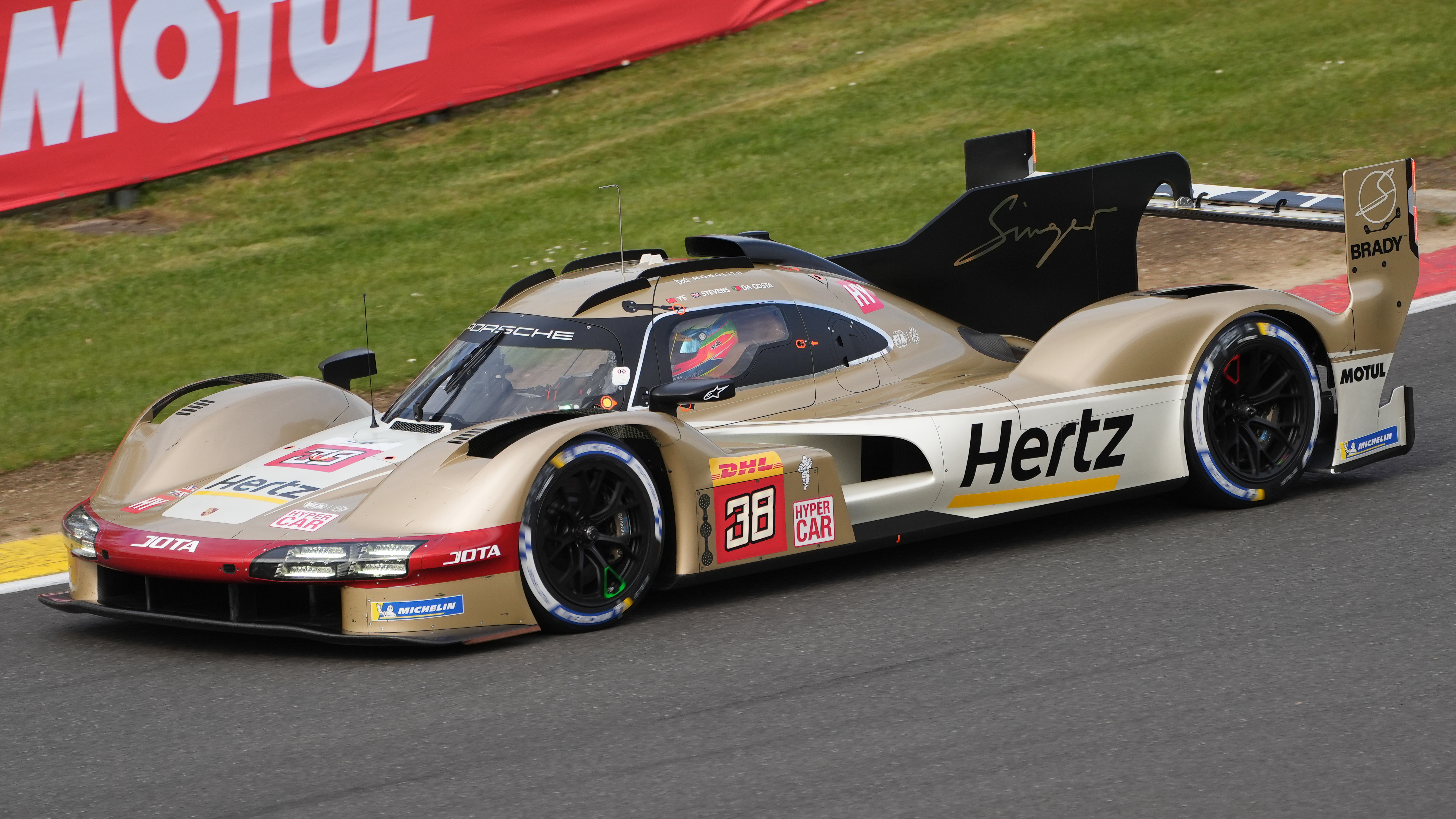
Stevens con la Porsche 963 durante la 6 ore di Spa 2023

Per la stagione 2023 del WEC, il team Jota Sport diventa team cliente della Porsche, avendo così possibilità di gareggiare nella classe Hypercar con la nuova 963. Stevens viene confermato dal team insieme a António Félix da Costa e Ye Yifei. Visti i ritardi della 963 il pilota britannico e il team Jota scendono in pista nella classe LMP2 per i primi round della stagione, vincono la 1000 Miglia di Sebring e Stevens vince il Goodyear Wingfoot Award.
Nel 2024 prende parte all'intera stagione nella classe Hypercar con la Porsche 963. Insieme a Callum Ilott e Norman Nato ottengono il secondo posto nella gara d'esordio, la 1812 km del Qatar. Mentre nella 6 Ore di Spa insieme a solo Ilott ottiene la vittoria, la prima per un team clienti nella storia della classe regina.  
Dopo due anni alla guida della 963, passa alla Cadillac V-Series.R a partire dalla stagione 2025 rimando sempre legato a Jota, divenuto team ufficiale dalla Cadillac. Debutterà con il team gestito da WTR alla 24 Ore di Daytona. 

## Risultati

### Risultati Formula 1
| 2014 | Scuderia | Vettura |  |  |  |  |  |  |  |  |  |  |  |  |  |  |  |  |  |  |    | Punti | Pos. |
| ---- | -------- | ------- |  |  |  |  |  |  |  |  |  |  |  |  |  |  |  |  |  |  | -- | ----- | ---- |
| 2014 | Caterham | CT05    |  |  |  |  |  |  |  |  |  |  |  |  |  |  |  |  |  |  | 17 | 0     | 23º  |

| 2015 | Scuderia | Vettura |     |    |    |    |    |    |    |     |    |    |    |    |    |    |    |     |    |    |    | Punti | Pos. |
| ---- | -------- | ------- | --- | -- | -- | -- | -- | -- | -- | --- | -- | -- | -- | -- | -- | -- | -- | --- | -- | -- | -- | ----- | ---- |
| 2015 | Marussia | MR03B   | NPR | NP | 15 | 16 | 17 | 17 | 17 | Rit | 13 | 16 | 16 | 15 | 15 | 19 | 14 | Rit | 16 | 17 | 18 | 0     | 21º  |

| Legenda | 1º posto     | 2º posto | 3º posto    | A punti         | Senza punti/Non class.  | Grassetto – Pole position Corsivo – Giro più veloce |
| Legenda | Squalificato | Ritirato | Non partito | Non qualificato | Solo prove/Terzo pilota | Grassetto – Pole position Corsivo – Giro più veloce |

### Risultati Campionato del mondo endurance
| Anno    | Squadra         | Classe   | Vettura                | SIL | SPA | LMS | NÜR | MEX | COA | FUJ | SHA | BHR | Punti | Pos. |
| ------- | --------------- | -------- | ---------------------- | --- | --- | --- | --- | --- | --- | --- | --- | --- | ----- | ---- |
| 2016    | Manor           | LMP2     | Oreca 05-Nissan VK45DE | Rit | 8   |     |     |     |     |     |     |     | 92    | 7°   |
| 2016    | G-Drive Racing  | LMP2     | Oreca 05-Nissan VK45DE |     |     | 2   |     |     |     | 1   | 1   |     | 92    | 7°   |
| Anno    | Squadra         | Classe   | Vettura                | SPA | LMS | SIL | FUJ | SHA | SEB | SPA | LMS |     | Punti | Pos. |
| 2018-19 | Jackie Chan DC  | LMP2     | Oreca 07-Gibson        |     |     |     |     |     | 1   | 6   |     |     | 40    | 11°  |
| Anno    | Squadra         | Classe   | Vettura                | SIL | FUJ | SHA | BHR | COA | SPA | LMS | BHR |     | Punti | Pos. |
| 2019-20 | Jackie Chan DC  | LMP2     | Oreca 07-Gibson        | 4   | 2   | 2   | 3   | 2   | 6   | DSQ | 1   |     | 136   | 5°   |
| Anno    | Squadra         | Classe   | Vettura                | SEB | SPA | LMS | MON | FUJ | BHR |     |     |     | Punti | Pos. |
| 2022    | Jota Sport      | LMP2     | Oreca 07-Gibson        | 6   | 3   | 1   | 2   | 2   | 3   |     |     |     | 139   | 1°   |
| Anno    | Squadra         | Classe   | Vettura                | SEB | ALG | SPA | LMS | MON | FUJ | BHR |     |     | Punti | Pos. |
| 2023    | Hertz Team Jota | LMP2     | Oreca 07-Gibson        | 1   |     |     |     |     |     |     |     |     | -     | NC   |
| 2023    | Hertz Team Jota | Hypercar | Porsche 963            |     |     | 6   | 10  | 9   | 6   | 4   |     |     | 38    | 9°   |
| Anno    | Squadra         | Classe   | Vettura                | QAT | IMO | SPA | LMS | SÃO | COA | FUJ | BHR |     | Punti | Pos. |
| 2024    | Hertz Team Jota | Hypercar | Porsche 963            | 2   | 14  | 1   | 8   | 18  | Rit | 5   | 13  |     | 70    | 7°   |
| Anno    | Squadra         | Classe   | Vettura                | QAT | IMO | SPA | LMS | SÃO | COA | FUJ | BHR |     | Punti | Pos. |
| 2025    | Cadillac Racing | Hypercar | Cadillac V-LMDh        | 8   | 10  | 5   | 4   | 1   |     |     |     |     | 68*   |      |
| Legenda |                 |          |                        |     |     |     |     |     |     |     |     |     |       |      |

* Stagione in corso.

### Risultati 24 Ore di Le Mans
| Anno | Team                      | Co-Pilota                               | Auto                  | Classe   | Giri | Pos. | Class Pos. |
| ---- | ------------------------- | --------------------------------------- | --------------------- | -------- | ---- | ---- | ---------- |
| 2016 | G-Drive Racing            | René Rast Roman Rusinov                 | Oreca 05-Nissan       | LMP2     | 357  | 6°   | 2°         |
| 2017 | JMW Motorsport            | Robert Smith Dries Vanthoor             | Ferrari 488 GTE       | GTE Am   | 333  | 26°  | 1°         |
| 2018 | Panis Barthez Competition | Julien Canal Timothé Buret              | Ligier JS P217-Gibson | LMP2     | 352  | 13°  | 9°         |
| 2019 | Panis Barthez Competition | Julien Canal René Binder                | Ligier JS P217-Gibson | LMP2     | 362  | 13°  | 8°         |
| 2020 | Jackie Chan DC Racing     | Ho-Pin Tung Gabriel Aubry               | Oreca 07-Gibson       | LMP2     | 141  | DSQ  | DSQ        |
| 2021 | Panis Racing              | James Allen Julien Canal                | Oreca 07-Gibson       | LMP2     | 362  | 8°   | 3°         |
| 2022 | Jota                      | Antonio Felix da Costa Roberto González | Oreca 07-Gibson       | LMP2     | 369  | 5°   | 1°         |
| 2023 | Hertz Team Jota           | António Félix da Costa Ye Yifei         | Porsche 963           | Hypercar | 244  | 40º  | 13º        |
| 2024 | Hertz Team Jota           | Callum Ilott Norman Nato                | Porsche 963           | Hypercar | 311  | 8º   | 8º         |
| 2025 | Cadillac Hertz Team Jota  | Alex Lynn Norman Nato                   | Cadillac V-Series.R   | Hypercar | 387  | 4º   | 4º         |

### Risultati European Le Mans Series
| Anno    | Squadra            | Classe      | Vettura         | SIL | IMO | RBR | LEC | SPA | EST | Punti | Pos. |
| ------- | ------------------ | ----------- | --------------- | --- | --- | --- | --- | --- | --- | ----- | ---- |
| 2016    | Team WRT           | LMP2        | Ligier JS P2    |     |     |     |     | 2   |     | 18    | 19°  |
| Anno    | Squadra            | Classe      | Vettura         | SIL | MNZ | RBR | LEC | SPA | POR | Punti | Pos. |
| 2017    | JMW Motorsport     | LMGTE       | Ferrari 488 GTE |     |     |     |     | 2   | 2   | 36    | 10°  |
| Anno    | Squadra            | Classe      | Vettura         | LEC | MNZ | RBR | SIL | SPA | POR | Punti | Pos. |
| 2018    | Panis Barthez      | LMP2        | Ligier JS P217  | 8   | 7   | 10  | 6   | 3   | 2   | 45,5  | 9°   |
| Anno    | Squadra            | Classe      | Vettura         | LEC | MNZ | CAT | SIL | SPA | POR | Punti | Pos. |
| 2019    | Panis Barthez      | LMP2        | Ligier JS P217  | 10  | 9   | 15  | 7   | 8   | 7   | 19,5  | 18°  |
| Anno    | Squadra            | Classe      | Vettura         | LEC | SPA | LEC | MNZ | POR |     | Punti | Pos. |
| 2020    | Panis Racing       | LMP2        | Oreca 07        | Rit | 3   | 4   | 4   | 5   |     | 47    | 4°   |
| Anno    | Squadra            | Classe      | Vettura         | CAT | RBR | LEC | MNZ | SPA | POR | Punti | Pos. |
| 2021    | Panis Racing       | LMP2        | Oreca 07        | 2   | 14  | 8   | 1   | 3   | 4   | 75,5  | 3°   |
| Anno    | Squadra            | Classe      | Vettura         | PAU | IMO | MON | BAR | SPA | POR | Punti | Pos. |
| 2022    | Racing Team Turkey | LMP2/Pro Am | Oreca 07        |     |     |     |     | 1   |     | 25    | 9°   |
| Anno    | Squadra            | Classe      | Vettura         | BAR | LEC | IMO | SPA | MUG | ALG | Punti | Pos. |
| 2024    | Nielsen Racing     | LMP2        | Oreca 07        | 13  | 11  | 12  | 13  | 10  | 11  | 1     | 22°  |
| Legenda |                    |             |                 |     |     |     |     |     |     |       |      |

*Stagione in corso.

### Risultati Campionato IMSA
| Anno    | Squadra             | Classe | Vettura         | 1     | 2     | 3   | 4     | 5   | 6   | 7   | 8   | 9   | 10  | Punti | Pos. |
| ------- | ------------------- | ------ | --------------- | ----- | ----- | --- | ----- | --- | --- | --- | --- | --- | --- | ----- | ---- |
| 2022    | Wayne Taylor Racing | DPi    | Acura ARX-05    | DAY 2 | SEB 7 | LBH | LGA   | MDO | DET | WGL | CTM | ROA | PET | 665   | 14°  |
| 2022    | Tower Motorsport    | LMP2   | Oreca 07-Gibson | DAY   | SEB   | LGA | MDO 4 | WGL | ROA | PET |     |     |     | 306   | 18°  |
| Legenda |                     |        |                 |       |       |     |       |     |     |     |     |     |     |       |      |

* Stagione in corso.